# Fortuna (film 2000)
Fortuna (in russo Фортуна?, Fortuna) è un film commedia del 2000 diretto da Georgij Nikolaevič Danelija.